# Heuilley-le-Grand
Heuilley-le-Grand és un municipi francès situat al departament de l'Alt Marne i a la regió del Gran Est. L'any 2007 tenia 195 habitants.

## Demografia

### Població
El 2007 la població de fet de Heuilley-le-Grand era de 195 persones. Hi havia 80 famílies de les quals 24 eren unipersonals (8 homes vivint sols i 16 dones vivint soles), 32 parelles sense fills, 20 parelles amb fills i 4 famílies monoparentals amb fills.
La població ha evolucionat segons el següent gràfic:
Habitants censats

### Habitatges
El 2007 hi havia 110 habitatges, 85 eren l'habitatge principal de la família, 9 eren segones residències i 17 estaven desocupats. 104 eren cases i 6 eren apartaments. Dels 85 habitatges principals, 71 estaven ocupats pels seus propietaris, 13 estaven llogats i ocupats pels llogaters i 1 estava cedit a títol gratuït; 2 tenien dues cambres, 16 en tenien tres, 23 en tenien quatre i 45 en tenien cinc o més. 55 habitatges disposaven pel capbaix d'una plaça de pàrquing. A 30 habitatges hi havia un automòbil i a 45 n'hi havia dos o més.

### Piràmide de població
La piràmide de població per edats i sexe el 2009 era:
| Homes | Edats   | Dones |
| ----- | ------- | ----- |
| 0     | 95 o +  | 0     |
| 0     | 90 a 94 | 0     |
| 0     | 85 a 89 | 8     |
| 0     | 80 a 84 | 0     |
| 8     | 75 a 79 | 4     |
| 8     | 70 a 74 | 12    |
| 0     | 65 a 69 | 4     |
| 4     | 60 a 64 | 8     |
| 4     | 55 a 59 | 0     |
| 12    | 50 a 54 | 8     |
| 16    | 45 a 49 | 8     |
| 12    | 40 a 44 | 20    |
| 8     | 35 a 39 | 0     |
| 0     | 30 a 34 | 4     |
| 8     | 25 a 29 | 0     |
| 0     | 20 a 24 | 8     |
| 16    | 15 a 19 | 8     |
| 12    | 10 a 14 | 4     |
| 4     | 5 a 9   | 4     |
| 0     | 0 a 4   | 0     |

## Economia
El 2007 la població en edat de treballar era de 112 persones, 91 eren actives i 21 eren inactives. De les 91 persones actives 82 estaven ocupades (49 homes i 33 dones) i 9 estaven aturades (9 dones i 9 dones). De les 21 persones inactives 10 estaven jubilades, 7 estaven estudiant i 4 estaven classificades com a «altres inactius».

### Ingressos
El 2009 a Heuilley-le-Grand hi havia 91 unitats fiscals que integraven 211 persones, la mediana anual d'ingressos fiscals per persona era de 15.865 €.

### Activitats econòmiques
Dels 3 establiments que hi havia el 2007, 1 era d'una empresa extractiva, 1 d'una empresa de comerç i reparació d'automòbils i 1 d'una empresa classificada com a «altres activitats de serveis».
L'any 2000 a Heuilley-le-Grand hi havia 8 explotacions agrícoles.

## Equipaments sanitaris i escolars
El 2009 hi havia una escola elemental integrada dins d'un grup escolar amb les comunes properes formant una escola dispersa.

## Poblacions més properes
El següent diagrama mostra les poblacions més properes.